# Ковпеницька сільська рада
Ковпеницька сільська́ ра́да (біл. Каўпеніцкі сельсавет) — колишня адміністративно-територіальна одиниця у складі Барановицького району Берестейської області Білорусі. Адміністративним центром сільської ради було село Мала Ковпениця.

## Історія
Сільська рада ліквідована рішенням Берестейської обласної ради від 26 червня 2013 року шляхом включення її населених пунктів та земель до складу Крошинської (села Адаховщина, Гірово, Дубово, Заброддя, Лавриновичі, Якимовичі) та Столовицької (села Антоново, Велика Ковпениця, Мала Ковпениця, Новий Світ) сільських рад.

## Склад ради
Населені пункти, що підпорядковувалися сільській раді станом на 2009 рік:
| Населений пункт  | Тип  | Населення, осіб (2009) |
| ---------------- | ---- | ---------------------- |
| Адаховщина       | село | 61                     |
| Анісімовичі      | село | 188                    |
| Антоново         | село | 276                    |
| Велика Ковпениця | село | 858                    |
| Гірово           | село | 600                    |
| Дубово           | село | 250                    |
| Заброддя         | село | 20                     |
| Лавриновичі      | село | 306                    |
| Мала Ковпениця   | село | 751                    |
| Новий Світ       | село | 44                     |
| Якимовичі        | село | 32                     |

## Населення
За переписом населення Білорусі 2009 року чисельність населення сільської ради становило 3386 осіб.

### Національність
Розподіл населення за рідною національністю за даними перепису 2009 року:
| Національність            | Осіб | Відсоток |
| ------------------------- | ---- | -------- |
| білоруси                  | 2969 | 87,68 %  |
| росіяни                   | 234  | 6,91 %   |
| поляки                    | 98   | 2,89 %   |
| українці                  | 56   | 1,65 %   |
| азербайджанці             | 8    | 0,24 %   |
| латиші                    | 5    | 0,15 %   |
| татари                    | 4    | 0,12 %   |
| національність не вказана | 4    | 0,12 %   |
| болгари                   | 3    | 0,09 %   |
| мордва                    | 2    | 0,06 %   |
| вірмени                   | 1    | 0,03 %   |
| литовці                   | 1    | 0,03 %   |
| молдовани                 | 1    | 0,03 %   |
| Разом                     | 3386 | 100 %    |